# Mundigak
Mundigak (en pastún: منډیګک‎) es un yacimiento arqueológico que se encuentra a unos 55 km al noroeste de la ciudad de Kandahar, en el curso superior del río Kushk-i Nakhud, en la provincia de Kandahar en Afganistán. Durante la Edad del Bronce Mundigak fue el centro de la cultura de Helmand que floreció sobre todo durante el tercer milenio a. C.

## Historia

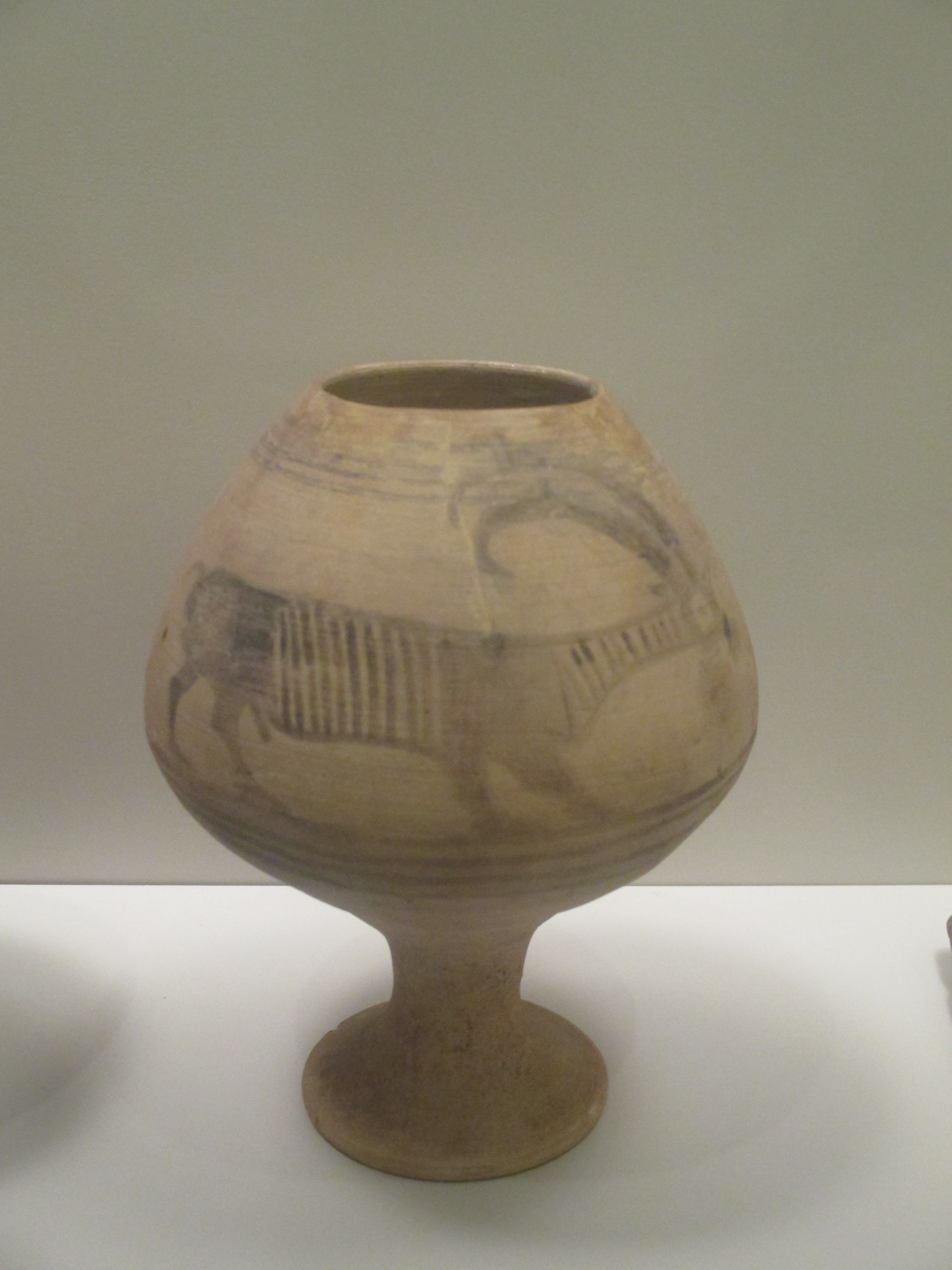
Vasija del nivel IV

Mundigak fue una gran ciudad prehistórica que tuvo un importante desarrollo cultural entre el 5º y 2º milenio a. C. convirtiéndose en el centro principal de la Cultura de Helmand desarrollada principalmente en la provincia de Helmand.
La cerámica y otros utensilios posteriores al tercer milenio, su época de mayor esplendor, nos muestran que hubo interacción con Turkmenistán, Baluchistan y ciudades del valle del Indo.
Mundigak comenzó a excavarse en el año 1950 por el francés Jean Marie Casal  y en sus inicios era un montículo de 9 metros de alto. 
Ocupa un área de 21 hectáreas y fue la segunda ciudad más grande de la civilización Helmand después de Shahr-i Sokhta que en 2400 a. C. ocupaba 60 hectáreas.
Alrededor del 2200 a. C. ambas ciudades comenzaron un acentuado declive con una drástica reducción de su zona de influencia y el abandono paulatino de sus ciudades.

### Relaciones con el Valle del Indo
Material hallado en Mundigak, tales como cerámica, figuras de serpientes o toros, muestran que mantuvieron relaciones con ciudades del valle del Indo. Estos artefactos tienen numerosas similitudes, por ejemplo, con otros encontrados en las capas más antiguas del yacimiento de la ciudad de Kot Diji.

## Arquitectura

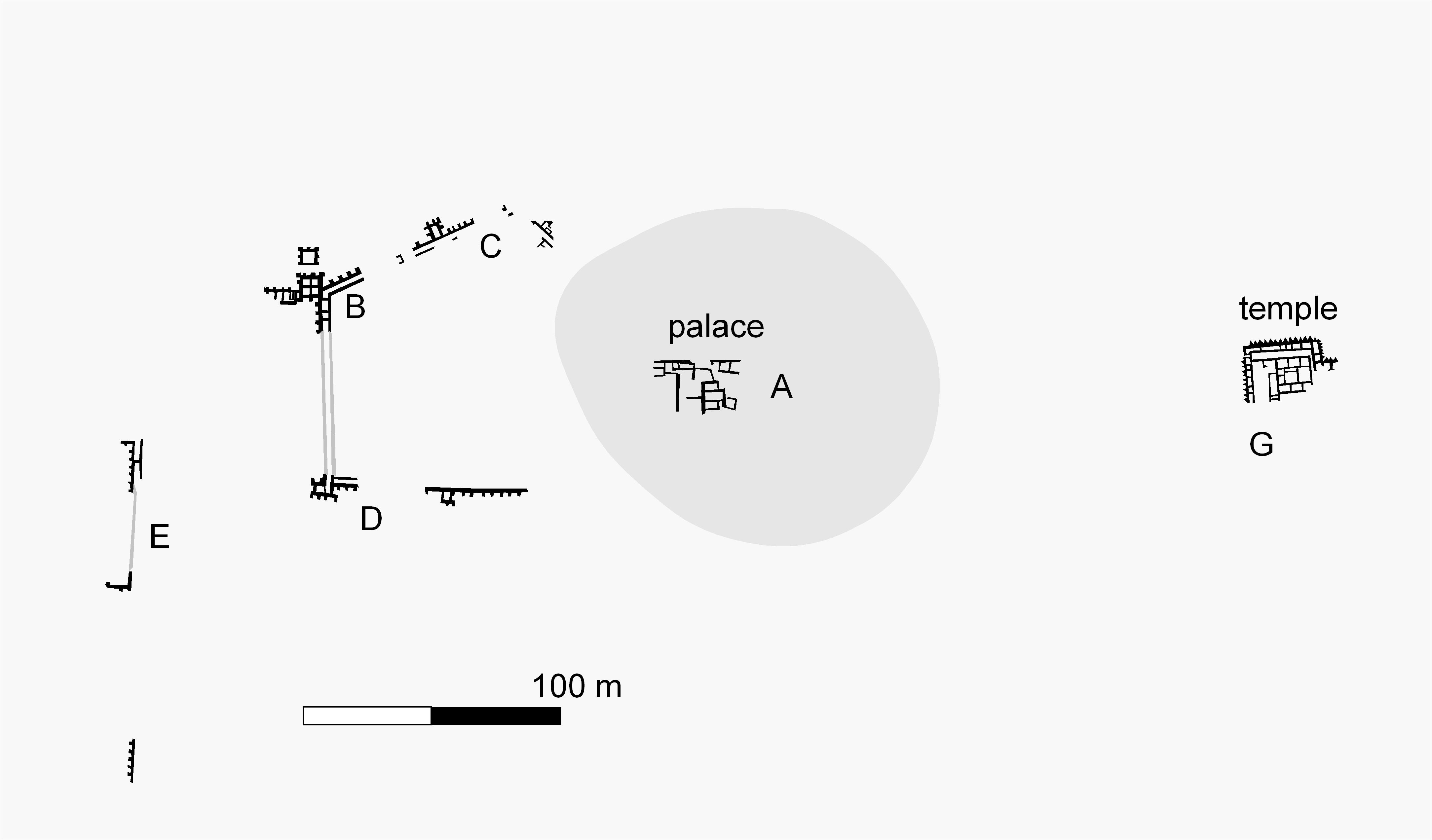
Restos de la ciudad en el nivel IV.1

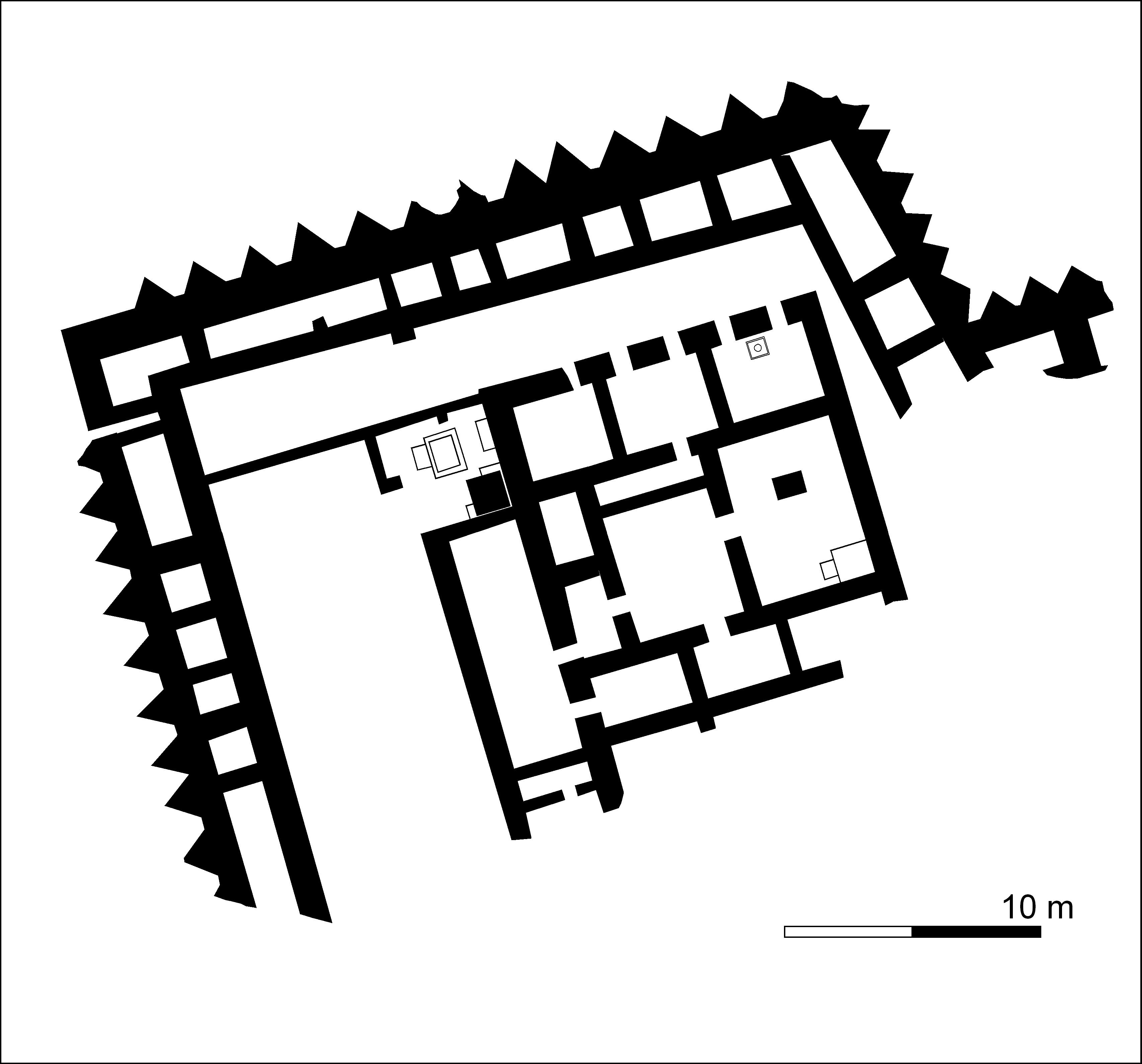
Plano del templo

En uno de los montículos se excavaron los restos de un palacio y en otro los de un gran templo lo que indica muestras de activa vida urbana.
La cronología es todavía incierta pero más o menos se ha dividido en siete periodos principales con varias subdivisiones. El periodo principal parece hallarse en el nivel IV en el que se ve una época de gran reconstrucción tras una destrucción. Ambos, el palacio y el templo, y posiblemente también las murallas de la ciudad se construyeron durante este periodo. 
En otra capa se vuelven a encontrar signos de destrucción y marcados cambios en la cerámica que denotan un periodo de abandono entre los niveles IV y V seguido por un periodo de reconstrucción y construcción de grandes estructuras. En los niveles VI y VII sólo se observa una ocupación a pequeña escala.
En Mundigak también se observan restos que muestran el desarrollo de lo que ahora podría denominarse actividades religiosas. Un gran edificio encalado, con pilares y una puerta delimitada con una línea de color rojo y datada alrededor del 3000 a. C. podía estar relacionado con actividades religiosas.
Las primeras casas (nivel I-4) eran estrechas y oblongas con paredes hechas de tierra prensada. En el siguiente nivel (I-5) se encuentran casas también oblongas pero más grandes construidas con ladrillo secado al sol. Hornos para cocinar y cisternas para almacenar agua se encontraron en niveles más recientes.

## Objetos encontrados

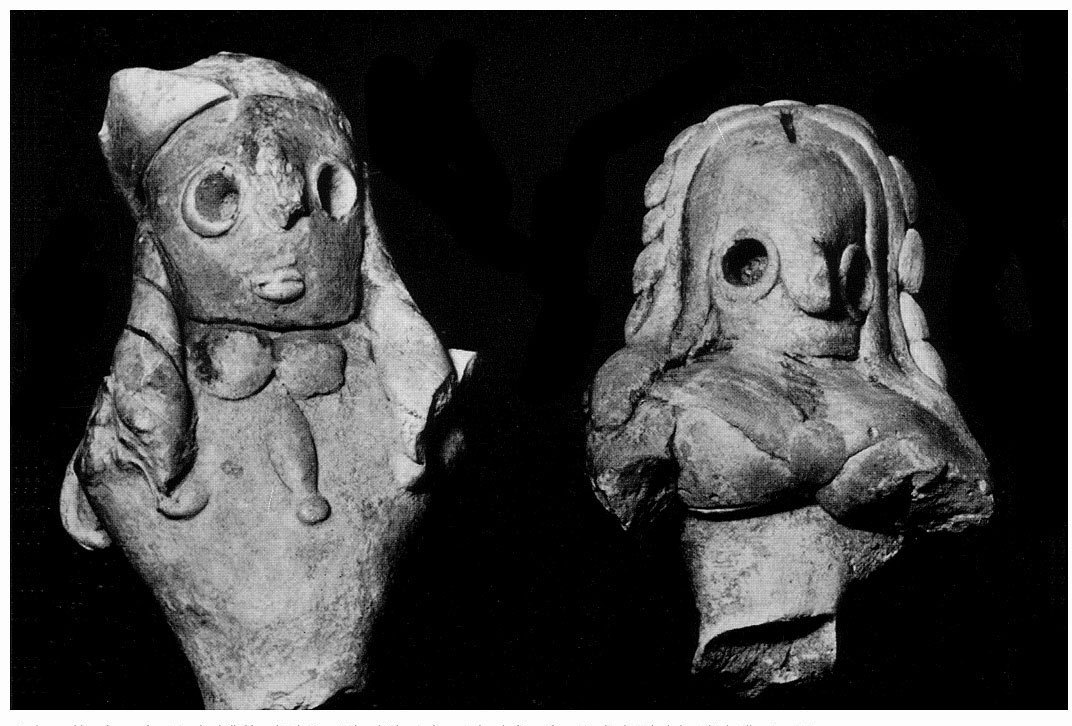
Figuras de Mundigak (izquierda) y Deh Morasi Ghundai (derecha). 3º milenio a. C.

Además de cerámica y cerámica pintada en Mundigak se han hallado toscas figuras de toros, figuras humanas, azuelas de bronce y desagües de terracota. 
La pinturas de las cerámicas, además de patrones geométricos, incluyen flora como hojas de ficus religiosa y fauna con animales semejantes a tigres.
También se han encontrado sellos de piedra, sellos de cobre para estampar, cuentas y pasadores de cobre en espiral.
Las pequeñas figuras de mujer de unos 5 cm encontradas en Mundigak son similares a otras encontradas en el yacimiento arqueológico de Deh Morasi Ghundai en Afganistán.

### Galería
Objetos hallados en el nivel IV.

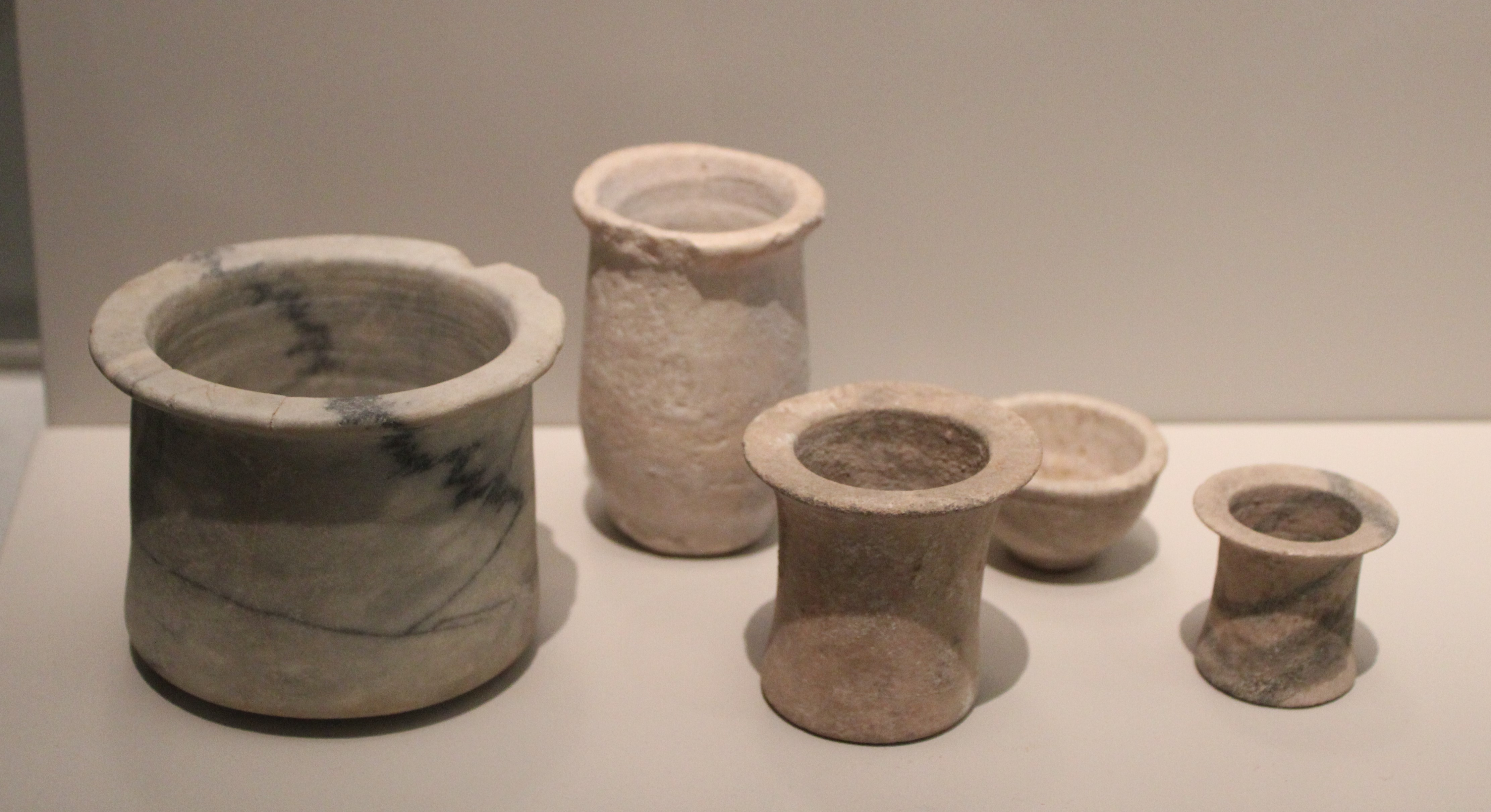
Vasijas de piedra.
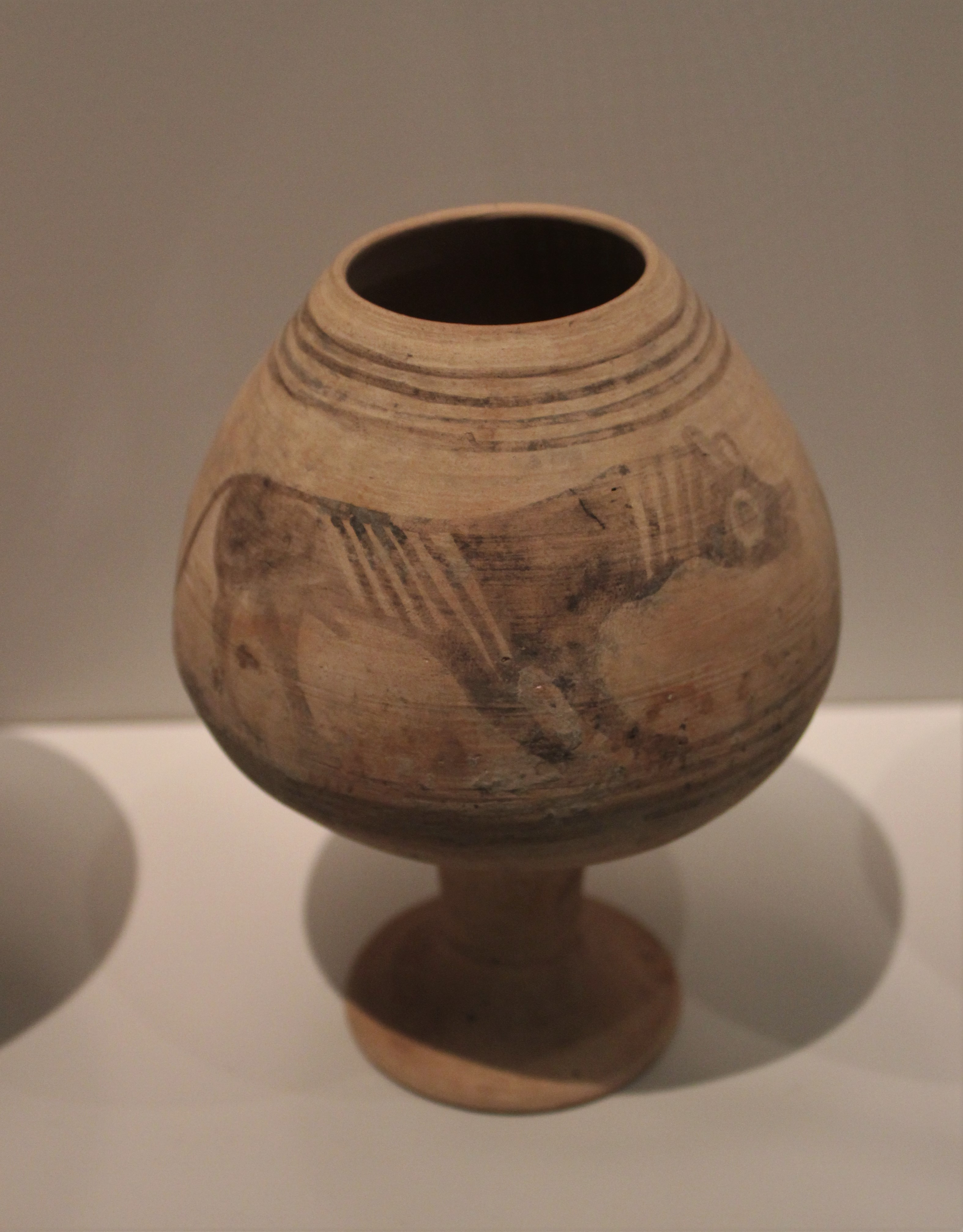
Copa.
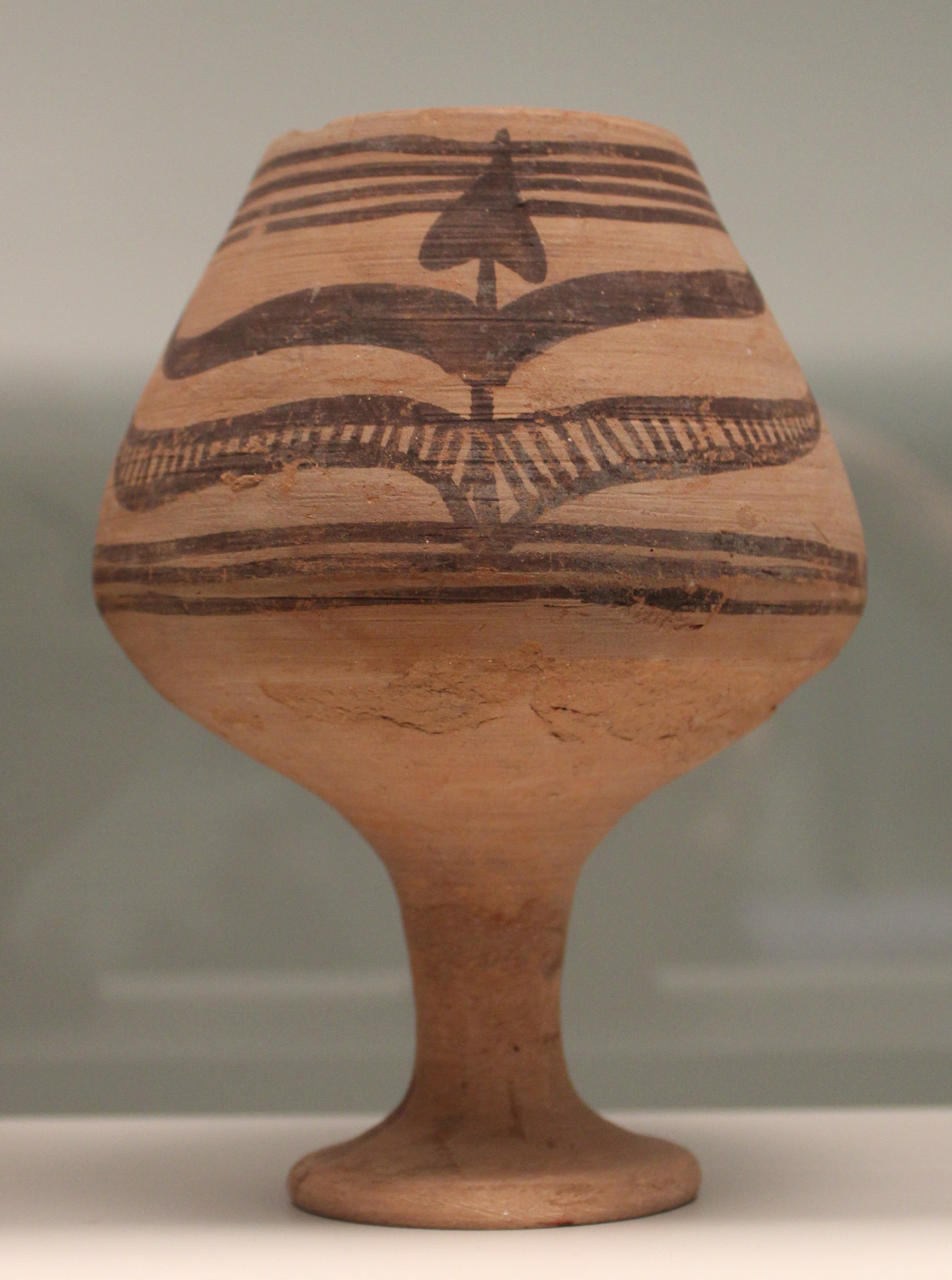
Copa.
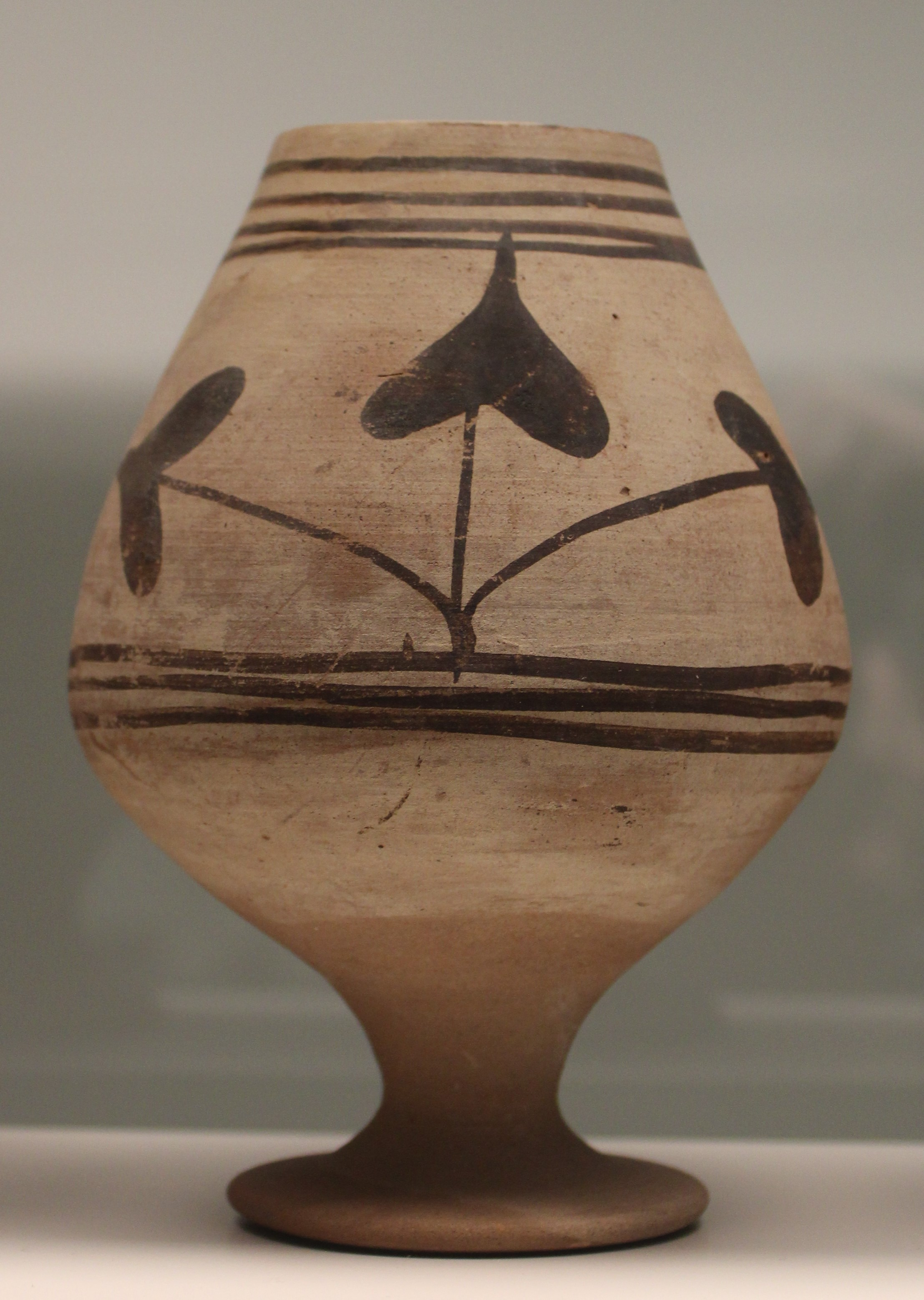
Copa.
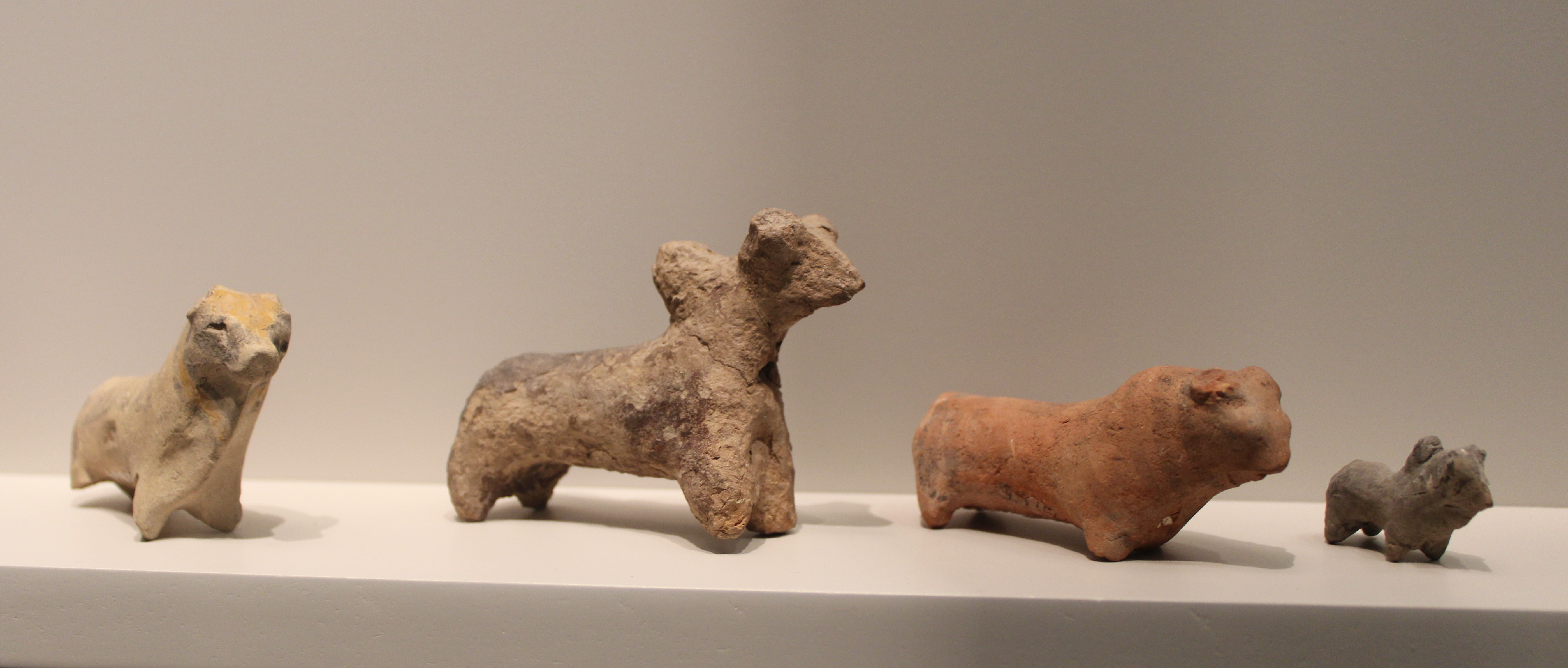
Figuras de animales.
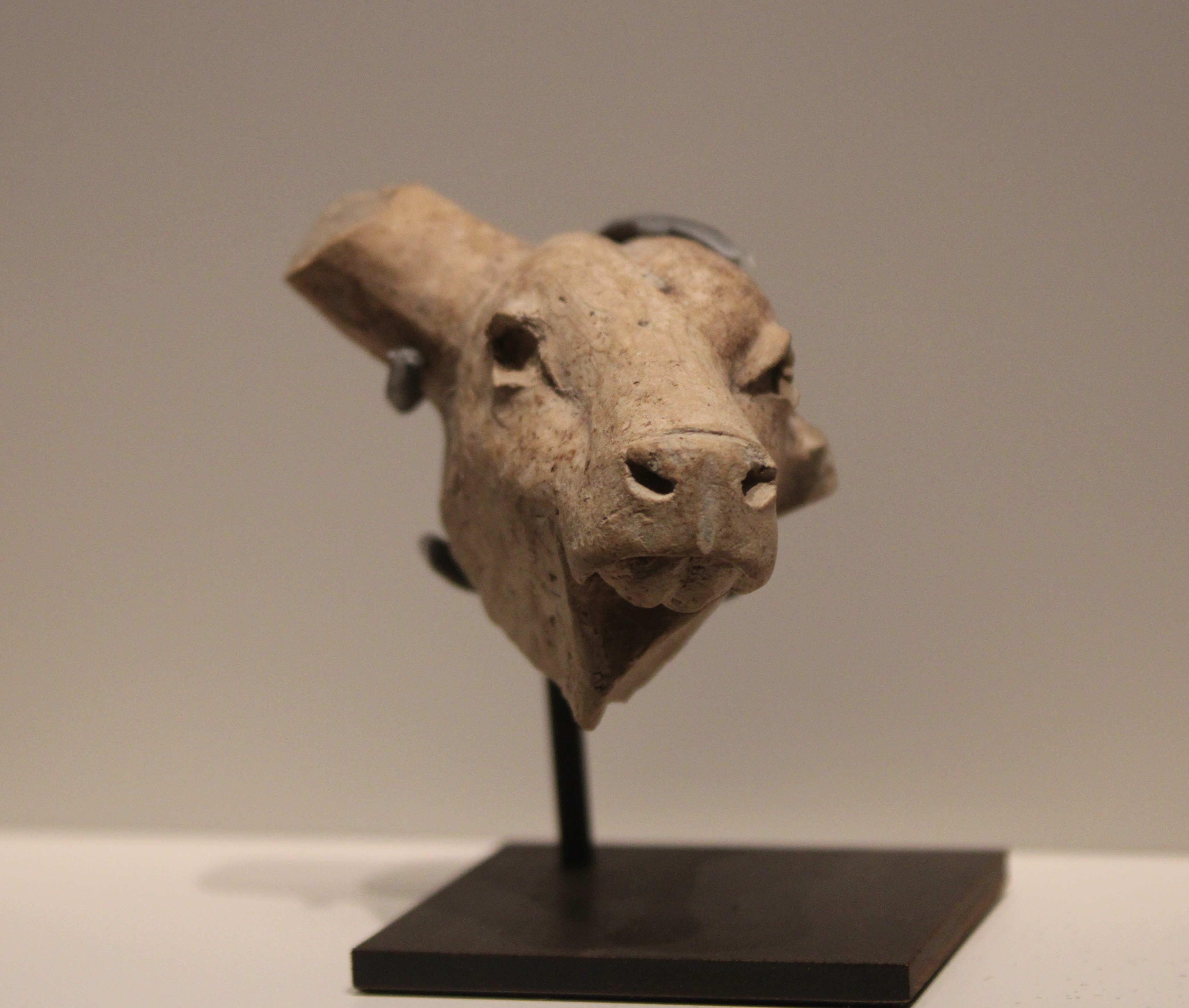
Cabeza de toro.
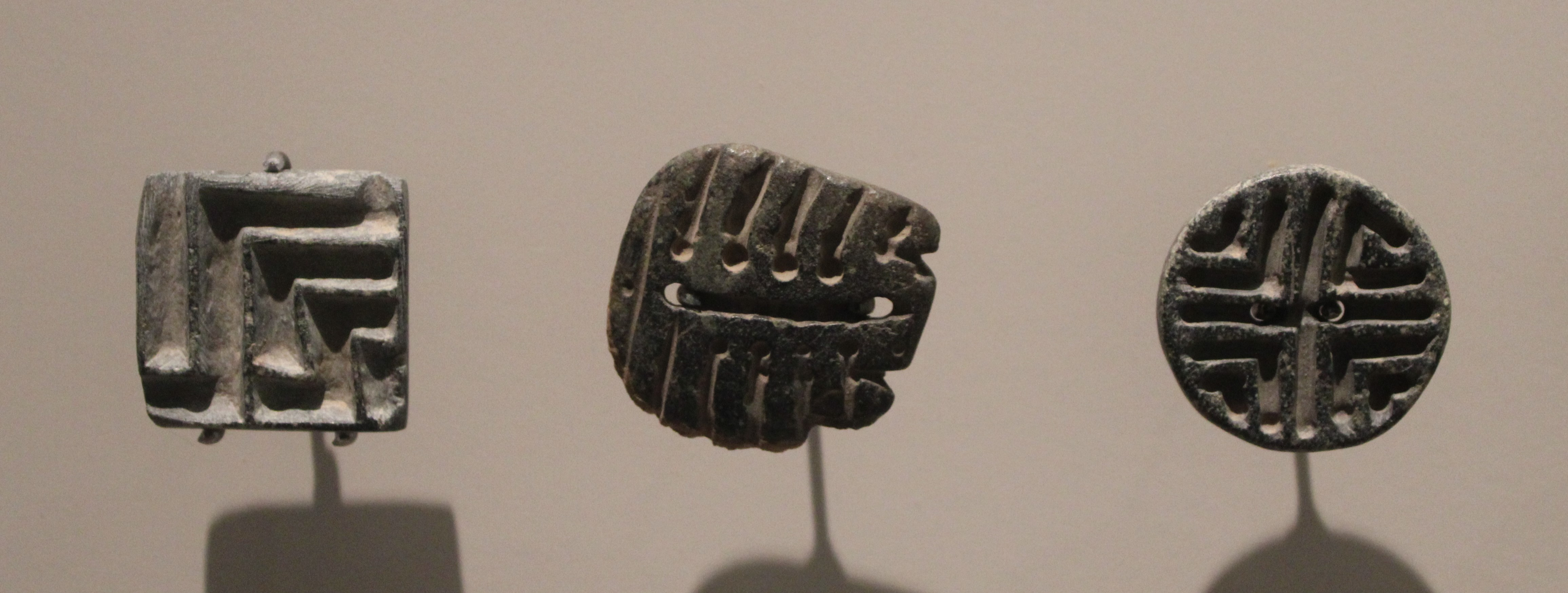
Sellos.